# René Primevère Lesson
René Primevère Lesson (Rochefort, 1794. március 20. – Rochefort, 1849. április 28.) francia orvos, ornitológus, botanikus és természettudós. Zoológiai szakmunkákban nevének rövidítése: „Lesson”.

## Életrajza
A napóleoni háborúkban Lesson sebészként különböző francia hadihajókon volt.
Az 1820-as években két többéves kutatóúton részt vett a Dél-tengeren és Új-Guineában mint hajóorvos. 
1827. február 3-án Lesson feleségül vett  Clémence-t, Charles Dumont de Sainte-Croix lányát.
1832-től a francia haditengerészet gyógyszertárát irányította Rochefortban.  